# Operação Leader
A Operação Leader foi um ataque aéreo bem-sucedido contra navios alemães nas proximidades de Bodø, Noruega, em 4 de outubro de 1943, durante a Segunda Guerra Mundial. O ataque foi executado por aeronaves voando do porta-aviões USS Ranger da Marinha dos Estados Unidos, que estava emprestado à Frota Doméstica britânica. Os aviadores americanos localizaram muitos navios alemães e noruegueses nesta área e acredita-se que destruíram cinco e danificaram outros sete. Duas aeronaves alemãs em busca da frota aliada também foram abatidas. Três aeronaves americanas foram destruídas em combate e outra caiu durante o pouso.
O ataque ocorreu após uma calmaria de dois anos nas operações dos porta-aviões aliados contra a Noruega e pegou as forças de ocupação alemãs de surpresa. A escolha do alvo foi guiada pelas mensagens obtidas com a decodificação de sinais de rádio alemães e relatórios de agentes do Serviço Secreto de Inteligência Norueguês; dois aviadores noruegueses voaram com a força de ataque para fornecer conselhos sobre a geografia local. Embora os historiadores tenham achado difícil determinar o número exato de navios afundados, a Operação Leader prejudicou o esforço de guerra alemão ao interromper consideravelmente o sistema de comboios na região e também ao reduzir os embarques de minério de ferro.

## Antecedentes
Durante meados de 1943, a Frota Doméstica, a principal força de ataque da Marinha Real, foi incrementada com duas forças de navios de guerra da Marinha dos Estados Unidos para substituir os navios britânicos enviados para o Mediterrâneo e Pacífico. Esses reforços foram considerados necessários para garantir que a frota permanecesse capaz de conter o grupo de batalha alemão baseado na Noruega, que foi montado em torno dos encouraçados Tirpitz e Scharnhorst e do cruzador pesado Lützow.
A força-tarefa inicial da Marinha dos Estados Unidos chegou em maio e era composta pelos navios de guerra USS Alabama e South Dakota, o cruzador pesado USS Tuscaloosa e cinco contratorpedeiros. Esta força ficou sob o comando do contra-almirante Olaf M. Hustvedt e conduziu patrulhas no mar da Noruega com navios de guerra britânicos, mas não entrou em conflito com as forças alemãs. Os dois navios de guerra e os destróieres foram retirados em agosto e seguiram para o Pacífico.

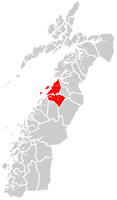
Bodø (em vermelho), o ataque ocorreu na região costeira dessa comuna.

Uma segunda força-tarefa montada em torno do porta-aviões USS Ranger substituiu os dois navios de guerra em setembro de 1943. Os outros elementos desta força foram os cruzadores pesados USS Augusta e Tuscaloosa, bem como cinco contratorpedeiros; Hustvedt permaneceu no comando. A asa do Ranger era composta por três esquadrões: o VF-41 com 27 caças Grumman F4F Wildcat, o VB-41 com 27 bombardeiros de mergulho Douglas SBD Dauntless e o VT-41 com dezoito bombardeiros torpedeiros Grumman TBF Avenger. Antes da chegada do Ranger, a Frota Doméstica estava atribuída apenas a um único porta-aviões, o ultrapassado HMS Furious, que não estava disponível para operações no momento, pois estava passando por uma reforma. O Ranger tinha passado por combate pela última vez contra as forças francesas de Vichy, enquanto apoiava os pousos da Operação Tocha no Marrocos durante novembro de 1942, e mais tarde foi usado para transportar aeronaves para o norte da África e para treinar tripulações na costa leste dos Estados Unidos. Em 8 de setembro de 1943, o corpo principal da Frota Doméstica, incluindo a força-tarefa americana, fez uma surtida em resposta a relatos de que Tirpitz, Scharnhorst e nove destróieres estavam em movimento. A força aliada retornou à base principal da Frota Doméstica em Scapa Flow no dia seguinte, depois de recebida a informação de que os navios alemães haviam retornado ao porto depois de atacar brevemente as posições aliadas em Spitsbergen.
Em 22 de setembro, o grupo de batalha alemão na Noruega foi atacado por vários submarinos anões britânicos. Este ataque infligiu danos significativos a Tirpitz, deixando o navio de guerra incapaz de prosseguir para o mar até que os reparos fossem concluídos. Assim que essa informação foi recebida pelos Aliados, o comandante da Frota Nacional, o almirante Bruce Fraser, julgou que a mudança no equilíbrio dos lados permitiria que sua força assumisse um papel mais ofensivo atacando os navios alemães ao largo da Noruega e recomeçando os Comboios Árticos para a União Soviética.

## Preparativos
Após o ataque dos submarinos anões, Fraser decidiu despachar o corpo principal da Frota Doméstica para realizar um ataque aéreo contra portos e navios alemães no norte da Noruega. Para Ranger foi atribuída a responsabilidade de atacar o porto de Bodø, que era um importante ponto de encontro para a navegação alemã e a norueguesa controlada pela Alemanha. Fraser também planejou inicialmente usar o porta-aviões HMS Formidable para atacar o porto de Brønnøysund, ao sul de Bodø, mas este elemento da operação foi cancelado devido ao clima desfavorável. Os lentos Fairey Albacores do Formidable exigiam cobertura de nuvens para operar em território hostil. Apesar de várias bases da Luftwaffe (Força Aérea Alemã) estarem localizadas perto de Bodø, a maioria das aeronaves anteriormente estacionadas no norte da Noruega foram transferidas para outro lugar e as que permaneceram representavam pouca ameaça para a frota aliada. No caso de nenhum navio ser encontrado, os pilotos americanos receberam como alvos alternativos a Estação Aérea de Bodø, o depósito de petróleo em Bodø e as instalações de radar em Røst.
Os planos da Frota Doméstica foram baseados em informações consideráveis sobre os movimentos e forças navais alemãs no norte da Noruega. O Centro de Inteligência Operacional da Marinha Real forneceu informações sobre esses tópicos, além de avaliações regulares à Frota Doméstica e a outros comandos. A decisão de atacar a base área de Bodø foi tomada com base na inteligência Ultra obtida pela decodificação de sinais de rádio alemães, com o que os Aliados souberam que um dos navios da região era o grande petroleiro Schleswig, que transportava combustível para o grupo de batalha alemão em Altafjord. Além disso, na época da Operação Leader, dois grupos de agentes do Serviço Secreto de Inteligência Norueguês (SIS) operavam transmissores de rádio na costa de Helgeland: "Crux III" na ilha de Renga e "Pisces" em Lurøy. Ambos os grupos forneceram relatórios aos Aliados sobre o clima e os movimentos de navegação na área alvo antes do ataque. A partir de 3 de outubro, o "Crux III" transmitiu boletins meteorológicos a cada meia hora.

## Ataque
A Frota Doméstica partiu de Scapa Flow em 2 de outubro de 1943. Os elementos britânicos da força eram os couraçados HMS Duke of York (capitânia de Fraser) e Anson, o cruzador leve HMS Belfast e sete contratorpedeiros. A força da Marinha dos Estados Unidos era composta por Ranger, Tuscaloosa e quatro contratorpedeiros. Os navios aliados não foram detectados pelas forças alemãs durante sua viagem ao norte, e chegaram à posição de voo para os esquadrões do Ranger a 230 quilômetros perto de Bodø, pouco antes do amanhecer de 4 de outubro.
A força de ataque da Marinha dos Estados Unidos foi organizada em dois grupos de aeronaves: o Grupo de Ataque do Norte, que deveria atacar os navios em Bodø, e o Grupo de Ataque do Sul, que deveria ter como alvo os navios perto da cidade de Sandnessjøen, quase 160 quilômetros ao sul. Ambos os grupos tinham um navegador norueguês do Esquadrão número 333 da Real Força Aérea na aeronave líder, fornecendo informações sobre a geografia local.

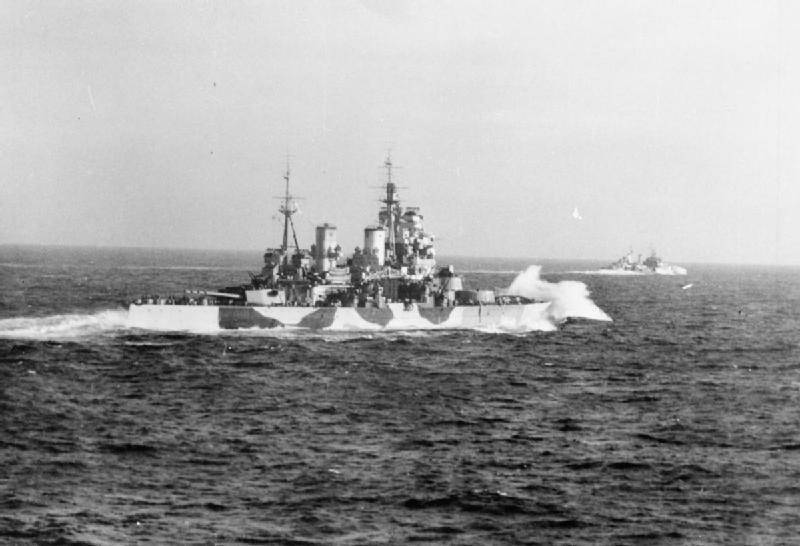
Anson e Belfast em andamento

O Grupo de Ataque do Norte, composto por vinte bombardeiros de mergulho Dauntless escoltados por oito caças Wildcat, começou a decolar às 6:18 da manhã. Essas aeronaves voaram em baixa altitude em direção a Bodø até que suas tripulações avistaram o farol de Myken, e então viraram para o norte e subiram conforme se aproximavam da área alvo. As condições meteorológicas estavam claras e as tripulações aéreas tinham boa visibilidade. Quatro Dauntlesses e um par de Wildcats foram destacados da força logo depois que ela passou pelo Farol de Myken para procurar navios alemães perto da ilha Åmøya. Eles logo avistaram o cargueiro alemão La Plata e dois dos bombardeiros de mergulho atacaram o navio. Os americanos acreditaram que o La Plata estava seriamente danificado e as seis aeronaves voltaram ao corpo principal do Grupo de Ataque do Norte.
Nesse ínterim, as outras aeronaves americanas continuaram para o norte, avistando, mas não atacando, muitos pequenos navios de carga e barcos de pesca. Às 7:30, eles localizaram um comboio alemão composto pelo navio a vapor Kerkplein e o navio-tanque Schleswig sob a escolta do lança-minas M 365. Oito dos Dauntlesses atacaram Schleswig e outro par mirou em Kerkplein, causando danos significativos em ambos. Um dos Wildcats foi danificado por tiros durante o ataque e voltou para o Ranger. O Schleswig foi encalhado para evitar o naufrágio e, mais tarde, resgatado e levado para Bodø para reparos. Após este combate, os oito Dauntlesses que ainda não tinham lançado suas bombas continuaram para Bodø, onde atacaram quatro pequenos navios de carga alemães: o cargueiro de minério Rabat foi afundado, o Cap Guir foi seriamente danificado, o Malaga recebeu pequenos danos de um quase acidente e o pequeno vapor Ibis foi metralhado. Dois dos bombardeiros de mergulho foram abatidos por armas antiaéreas localizadas na costa e por navios. A tripulação de uma das aeronaves sobreviveu e foi feita prisioneira depois de cair no mar, mas os dois homens do outro Dauntless morreram.

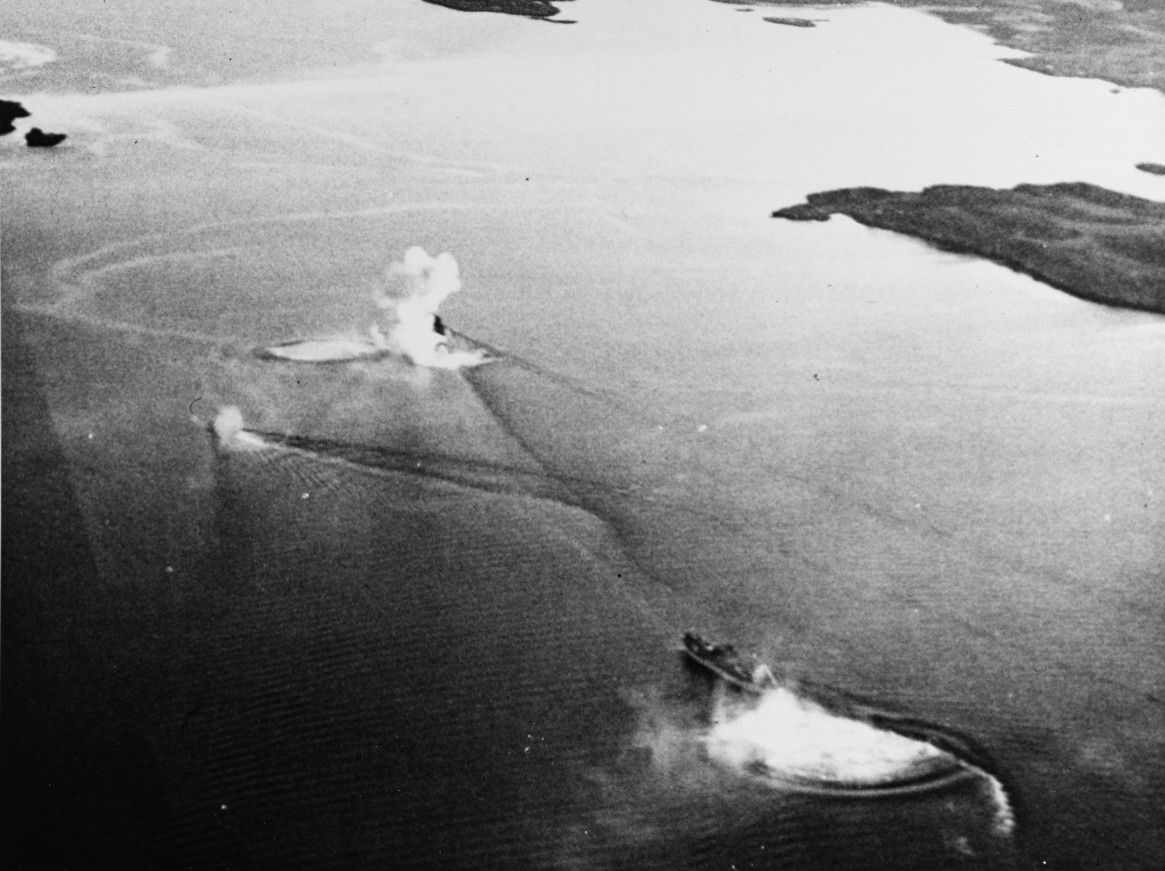
O petroleiro Schleswig e o caça-minas M 365 sob ataque

O Grupo de Ataque do Sul decolou do Ranger às 7:08. Era composto por dez torpedeiros Avenger e seis Wildcats. Dois dos Avengers atacaram o navio de carga norueguês Topeka ao largo da ilha de Løkta, ao sul de Sandnessjøen; o navio foi incendiado e encalhado para evitar o naufrágio. Três tripulantes noruegueses do Topeka morreram no ataque, junto com vários soldados alemães com armas antiaéreas a bordo do navio. Uma das aeronaves de ataque foi abatida por fogo antiaéreo vindo da costa, com apenas seu piloto, o tenente John H. Palmer, sobrevivendo. Topeka estava carregando uma carga de cimento e madeira, e até a noite anterior estivera navegando em um comboio alemão escoltado. Os pescadores locais dirigiram-se ao navio em chamas para ajudar a resgatar os que estavam a bordo.

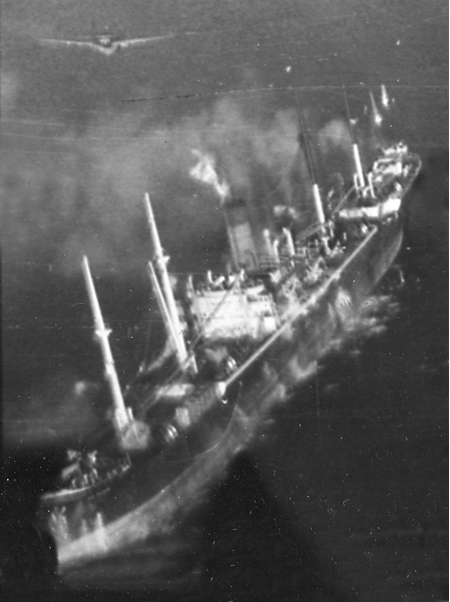
O cargueiro La Plata sob ataque

Após o ataque ao Topeka, as aeronaves americanas continuaram para o norte, bombardearam e afundaram o cargueiro norueguês Vaagan ao largo de Fagervika, sem perda de vidas. A tripulação do Vaagan observou o bombardeio do Topeka e trouxe o navio desarmado para perto da costa, baixando os botes salva-vidas em preparação para um possível ataque. Vaagan carregava principalmente alimentos para consumo civil, e o naufrágio levou à escassez de margarina em partes do norte da Noruega. A força então bombardeou de novo o La Plata, fazendo com que ele fosse encalhado na ilha Rødøya, onde a munição a bordo explodiu e o navio queimou por vários dias. A aeronave também bombardeou o navio de tropas Skramstad (um navio de carga norueguês requisitado com sua tripulação pelas autoridades alemãs de ocupação), que tinha cerca de 850 soldados alemães embarcados e estava protegido por duas escoltas. O Skramstad foi severamente danificado e encalhado, queimando por dias. O número de vítimas a bordo deste navio não é claro, com algumas fontes afirmando que mais de duzentos dos soldados morreram, enquanto outras relatam que apenas um marinheiro norueguês e alguns soldados alemães foram mortos. O movimento de resistência norueguês afirmou após o ataque que cerca de 360 alemães foram mortos no bombardeio de Skramstad, enquanto os relatórios oficiais alemães afirmam que 37 soldados morreram. As aeronaves americanas também metralharam o navio de carga alemão Wolsum e atacaram o navio de munições F231, que foi atingido por uma bomba e encalhou. Depois que todas as aeronaves completaram seus ataques, a força retornou ao Ranger pouco antes das nove horas da manhã. Além das quatro aeronaves americanas destruídas, seis sofreram danos da artilharia antiaérea.
A resposta alemã ao ataque foi prejudicada pela falta de capacidade da rede de comunicação militar local. Após os ataques, um relatório alemão descreveu seus canais de comunicação como "constantemente barulhentos com interrupções" durante o ataque. Isso impediu que os alemães enviassem avisos assim que o ataque começou.

## Desfecho e consequências
Por volta das 14 horas do dia 4 de outubro, enquanto a Frota Doméstica navegava para oeste, três aviões de reconhecimento alemães se aproximaram do Ranger. Neste momento, dois pares de Wildcats estavam fazendo uma patrulha sobre a frota, e foram guiados para interceptarem os aviões alemães. Dois dos combatentes derrubaram um bombardeiro Junkers Ju 88 a 21 quilômetros do porta-aviões e o outro par abateu um hidroavião Heinkel He 115 também a 21 quilômetros do Ranger. A aeronave restante, um Ju 88, não foi avistada pelos pilotos americanos e conseguiu escapar. Estas foram as primeiras aeronaves alemãs abatidas por aeronaves da Marinha dos Estados Unidos. Um dos Wildcats envolvidos neste combate caiu durante o pouso, mas seu piloto sobreviveu. Todos os elementos da Frota Doméstica despachados para a Operação Leader retornaram a Scapa Flow em 6 de outubro.

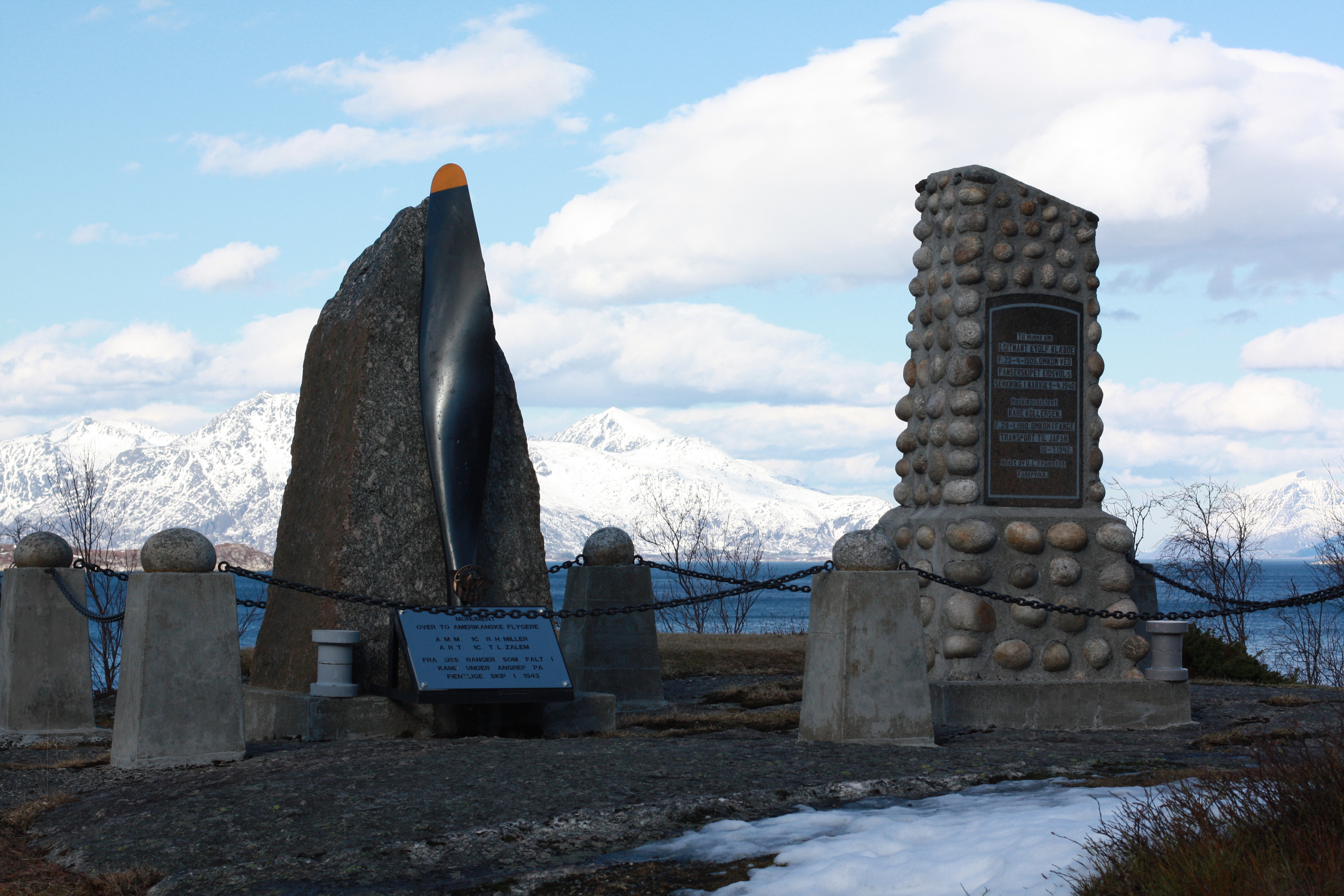
Um memorial (à esquerda) para os pilotos americanos mortos durante a Operação Leader, ao lado de um memorial aos mortos de guerra noruegueses da área de Nesna

Comandantes militares aliados em tempo de guerra e historiadores do pós-guerra consideraram a Operação Leader um sucesso. O contra-almirante Hustvedt acreditou que o melhor resultado do ataque foi demonstrar que os navios americanos e britânicos podiam trabalhar juntos com "eficácia, entendimento mútuo e total cooperação". O almirante Patrick N.L Bellinger, comandante aéreo da Frota Atlântica da Marinha dos Estados Unidos, também ficou satisfeito com o desempenho das tripulações. O capitão Gordon Rowe, comandante do Ranger, no entanto, apontou que as aeronaves Dauntless e Wildcat empregadas na operação estavam desatualizadas e que a Marinha dos EUA "não deveria pedir aos nossos pilotos para lutar em aeronaves obsoletas quando tipos melhores estão disponíveis". Após a operação, o comandante do Grupo de Ataque do Sul, J. A. Ruddy, foi condecorado com a Cruz de Voo Distinto, enquanto outros militares que participaram da operação receberam a Medalha Aérea e o Coração Púrpuro. O historiador oficial britânico Stephen Roskill julgou que o ataque foi um "sucesso notável", especialmente porque foi a primeira missão de combate para sessenta por cento das tripulações envolvidas.
Escrevendo em 2012, o historiador Robert C. Stern afirmou que é difícil determinar quantos navios foram afundados durante a Operação Leader, já que alguns dos navios que estavam em terra foram possivelmente recolocados para flutuar e reparados. Ele avaliou que cinco navios (Cap Guir, La Plata, Rabat, Skramstad e Vaagan) foram provavelmente destruídos, numa tonelagem total de 19 mil. Em contraste, fontes norueguesas anteriores em décadas às alegações de Stern afirmam que dois navios (Rabat e Vaagan) foram afundados, e três navios (La Plata, Skramstad e Topeka) foram danificados sem possibilidade de reparo. O historiador naval alemão Jürgen Rohwer também lista os navios destruídos por aeronaves na Operação Leader como La Plata, Rabat, Skramstad, Topeka e Vaagan. O Cap Guir, considerado por Stern como provavelmente destruído, é listado por Rohwer como tendo sobrevivido aos danos infligidos pelas aeronaves americanas em Bodø. O navio foi finalmente afundado por torpedeiros soviéticos no Báltico em abril de 1945. Em seu livro de 1974, Deutschlands Handelsschiffe 1939-1945, o historiador marítimo alemão Karl-Heinz Scwadtke fornece a mesma lista de Rohwer para navios alemães destruídos na Operação Leader. Schwadtke afirma que La Plata e Rabat foram os navios alemães perdidos, e lista Cap Guir como afundado em 1945.
Enquanto as fontes alemãs e norueguesas fornecem essencialmente o mesmo número e nomes de navios destruídos na Operação Leader, os autores da língua inglesa estão mais divididos em suas estimativas. Enquanto escritores como o escritor de aviação britânico Christopher Chant, o historiador militar americano Eric M. Hammel, o historiador americano James P. Levy, o historiador militar britânico Chris Mann e o escritor de aviação americano Barrett Tillman listam cinco navios como destruídos, outros como os historiadores militares americanos Kermit Bonner e Spencer C. Tucker escreveram que seis navios foram afundados. Stern também escreveu que a interrupção dos comboios ao largo da Noruega causada pela Operação Leader teria provocado danos ainda maiores ao esforço de guerra alemão do que as perdas com navios. Isso está de acordo com uma avaliação em tempo de guerra do Ministério de Economia de Guerra britânico, que estimou que o ataque foi o principal fator responsável por uma redução de 58 por cento na quantidade de minério de ferro enviada do importante porto norueguês de Narvik durante outubro de 1943.
A Operação Leader foi a única operação ofensiva empreendida pela Marinha dos Estados Unidos em águas do norte da Europa durante a Segunda Guerra Mundial e a última grande operação americana neste teatro de guerra. O Ranger permaneceu com a Frota Doméstica até ser substituído por porta-aviões britânicos no final de novembro de 1943, período durante o qual participou de uma patrulha no Mar da Noruega. O porta-aviões partiu de Scapa Flow em 26 de novembro e chegou a Boston em 6 de dezembro. Ranger foi usado para treinar tripulações e aviões de transporte para o resto da guerra, e não participou de combate novamente.
As forças alemãs na Noruega foram apanhadas de surpresa durante a Operação Leader. A área não havia sido invadida por aeronaves lançadas de porta-aviões por dois anos, levando a preparações inadequadas para tal ataque. Precauções contra novos ataques foram postas em prática, e as forças de porta-aviões britânicas que atacaram repetidamente a Noruega até o final da guerra não encontraram nenhuma concentração de navios como a localizada pelos pilotos do Ranger ao largo de Bodø. A Operação Leader revelou uma séria fraqueza na composição das forças armadas alemãs na Noruega ocupada, que não tinham um número suficiente de aeronaves de combate para responder com eficácia aos ataques dos Aliados. Após o ataque, os alemães vasculharam a área em busca de transmissores de rádio, prendendo vários noruegueses locais e perdendo por pouco os dois agentes do grupo "Pisces", que foram evacuados para o Reino Unido por um Consolidated PBY Catalina em 24 de novembro de 1943. Os últimos agentes SIS do grupo "Crux" foram evacuados de Renga em 6 de junho de 1944, mas a estação na ilha continuou enviando relatórios ao Reino Unido durante a guerra. A estação era mantida por um voluntário local que havia sido treinado pelos agentes.
O naufrágio do torpedeiro Avenger, abatido na operação, foi localizado perto de Fagervika com a ajuda de noruegueses em 1987, e parcialmente resgatado pela Defesa Marítima Norueguesa. Os restos mortais de dois dos aviadores mortos na operação foram recuperados do mar. Um memorial em homenagem aos aviadores mortos na operação foi erguido no antigo local de uma posição de artilharia costeira alemã em Fagervika. O memorial foi dedicado em 4 de outubro de 1987, na presença do diplomata americano Richard Norland, o adido militar tenente comandante Robert B. Murrett e parentes de um dos aviadores mortos na Operação Leader. Incluído no memorial está uma das três lâminas de hélice recuperadas do naufrágio do Avenger, enquanto as outras duas são exibidas no Museu Nacional de Aviação Naval em Pensacola, Flórida, e na base da Guarda Nacional Norueguesa em Søvik, perto de Sandnessjøen. O memorial em Fagervika tem sido usado como local de cerimônias de memória organizadas pela Federação de Oficiais da Reserva da Noruega, com a participação de veteranos americanos da Operação Leader.
Um dos dois bombardeiros de mergulho Douglas SBD Dauntless abatidos na operação foi localizado em 1990 e parcialmente recuperado em 1993, estando seu motor exposto no Museu de Aviação Norueguês em Bodø. Os restos mortais dos dois membros da tripulação do Dauntless, Clyde A. Tucker Jr. e seu artilheiro Stephen D. Bakran, foram recuperados dos destroços e identificados no Hospital Central Nordland em Bodø. O 50º aniversário da Operação Leader em 4 de outubro de 1993 foi comemorado na Noruega com a emissão de um envelope postal de primeiro dia e a inauguração de uma escultura no aeroporto de Bodø.